# Carabodes problematicus
Carabodes problematicus är en kvalsterart som beskrevs av Sandór Mahunka 1985. Carabodes problematicus ingår i släktet Carabodes och familjen Carabodidae. Inga underarter finns listade.